# Isla Maestro de Campo
La Isla Maestro de Campo (también conocida como Isla Sibale) o en algunos registros Isla Maestre de Campo es la isla más occidental de la provincia de Romblon en las Filipinas. Tiene un municipio llamado Concepción. La isla también se llama Sibale y sus habitantes llaman a sí mismos Sibalenhons. Mucha gente local cree que ha sido una isla encantada. La isla es montañosa, con acantilados, y contiene un pequeño pueblo llamado Concepción, en el este la costa, su área es de aproximadamente 2.020 hectáreas (equivalentes a  20,20 km²).